# Герб Херсонської області
Герб Херсонської області — символ, офіційна емблема області, в якому відображаються історія, особливості та традиції області. Затверджений рішенням Херсонської обласної ради 25 жовтня 2001 року.
Герб — це картуш у формі барокового щита із закругленими нижніми кутами.
На синьому тлі у вигляді символів жовтого кольору розташовані: якір, хлібні колосся, циркуль, нагорі — Очаківські ворота Херсонської фортеці. Над щитом міститься корона. Щит обрамлено золотим дубовим вінцем з назвою області на жовто-синій стрічці.
- Якір — символ надії. До того ж він означає, що Таврійський край є водними воротами України (Азовське та Чорне моря, ріка Дніпро).
- Хлібні колосся — основа заможності.
- Циркуль — це чіткість побудови, вірність обраному шляху, економічне відродження.
- Очаківські ворота Херсонської фортеці — крапка відліку літопису краю.
- Золотий дубовий вінець — це символ вічності та могутності.
- Зображення корони — данина історичній спадщині — Гербові Херсонської губернії.

Еталонний зразок Герба зберігається в Херсонській обласній раді. Автори обласної символіки: архітектор Сергій Сазонов і дизайнер Юрій Щепелев.